# Seznam měst v Paraguayi
Toto je seznam měst v Paraguayi.
Zdaleka největší aglomerací v Paraguayi je Asunción, kde 1. ledna 2006 žilo 1 871 156 obyvatel, což představuje asi třetinu obyvatelstva celé země.
V následující tabulce jsou uvedena města nad 10 000 obyvatel, výsledky sčítání obyvatelstva z 11. července 1982, 26. srpna 1992 a 28. srpna 2002, odhady počtu obyvatel k 1. lednu 2006 a departementy, do nichž města náleží. Počet obyvatel se vztahuje na město v úzkém slova smyslu (geografický obvod města), nikoliv na město ve smyslu politickém. Města jsou seřazena podle velikosti.
| Města v Paraguayi | Města v Paraguayi           | Města v Paraguayi   | Města v Paraguayi   | Města v Paraguayi   | Města v Paraguayi  | Města v Paraguayi |
| Pořadí            | Město                       | sčítání v roce 1982 | sčítání v roce 1992 | sčítání v roce 2002 | odhad pro rok 2006 | Departement       |
| ----------------- | --------------------------- | ------------------- | ------------------- | ------------------- | ------------------ | ----------------- |
| 1.                | Asunción                    | 454 881             | 500 938             | 513 399             | 507 574            | Asunción          |
| 2.                | Ciudad del Este             | 49 423              | 133 881             | 223 350             | 273 755            | Alto Paraná       |
| 3.                | San Lorenzo                 | 74 552              | 133 395             | 202 745             | 236 594            | Central           |
| 4.                | Luque                       | 25 896              | 84 877              | 170 433             | 224 438            | Central           |
| 5.                | Capiatá                     | 4 456               | 83 773              | 154 469             | 215 201            | Central           |
| 6.                | Lambaré                     | 67 168              | 99 572              | 119 984             | 128 324            | Central           |
| 7.                | Fernando de la Mora         | 66 597              | 95 072              | 114 332             | 121 941            | Central           |
| 8.                | Limpio                      | 3 288               | 26 177              | 71 744              | 105 824            | Central           |
| 9.                | Ñemby                       | 2 556               | 26 999              | 71 260              | 103 818            | Central           |
| 10.               | Encarnación                 | 29 090              | 56 261              | 69 769              | 76 671             | Itapúa            |
| 11.               | Mariano Roque Alonso        | 2 681               | 39 289              | 64 807              | 74 484             | Central           |
| 12.               | Itauguá                     | 5 382               | 13 910              | 47 596              | 72 162             | Central           |
| 13.               | Pedro Juan Caballero        | 37 240              | 53 566              | 64 153              | 68 480             | Amambay           |
| 14.               | Villa Elisa                 | 6 784               | 29 796              | 52 210              | 68 423             | Central           |
| 15.               | San Antonio                 | 5 320               | 7 371               | 37 504              | 63 808             | Central           |
| 16.               | Hernandaríaz                | 11 139              | 28 180              | 47 433              | 58 616             | Alto Paraná       |
| 17.               | Presidente Franco           | 12 637              | 31 825              | 47 589              | 56 613             | Alto Paraná       |
| 18.               | Caaguazú                    | 19 592              | 38 220              | 50 329              | 56 302             | Caaguazú          |
| 19.               | Coronel Oviedo              | 21 913              | 38 316              | 47 890              | 52 395             | Caaguazú          |
| 20.               | Concepción                  | 22 957              | 35 276              | 45 068              | 49 128             | Concepción        |
| 21.               | Villarrica                  | 21 118              | 27 818              | 38 151              | 42 185             | Guairá            |
| 22.               | Pilar                       | 13 084              | 19 121              | 24 096              | 26 016             | Ñeembucú          |
| 23.               | Caacupé                     | 9 151               | 12 382              | 19 432              | 22 505             | Cordillera        |
| 24.               | Minga Guazú                 | n/a                 | 8 914               | 15 163              | 18 909             | Alto Paraná       |
| 25.               | Itá                         | 9 311               | 14 259              | 17 413              | 18 784             | Central           |
| 26.               | Villa Hayes                 | 7 195               | 11 859              | 15 466              | 17 145             | Presidente Hayes  |
| 27.               | San Estanislao              | 5 544               | 9 132               | 13 291              | 15 256             | San Pedro         |
| 28.               | San Ignacio                 | 7 071               | 11 580              | 13 680              | 14 632             | Misiones          |
| 29.               | Santa Rita                  | n/a                 | 2 865               | 8 830               | 13 032             | Alto Paraná       |
| 30.               | Ayolas                      | 2 935               | 9 143               | 11 137              | 12 360             | Misiones          |
| 31.               | Doctor Eulogio Estigarribia | 2 679               | 5 755               | 9 902               | 12 159             | Caaguazú          |
| 32.               | Areguá                      | 5 177               | 6 374               | 10 045              | 11 638             | Central           |
| 33.               | Curuguaty                   | 2 316               | 6 264               | 9 641               | 11 605             | Canindeyú         |
| 34.               | Villeta                     | 5 250               | 7 439               | 10 160              | 11 320             | Central           |
| 35.               | San Juan Bautista           | 6 839               | 8 127               | 10 339              | 11 136             | Misiones          |
| 36.               | Horqueta                    | 4 504               | 8 252               | 9 913               | 10 728             | Concepción        |
| 37.               | Piribebuy                   | 5 920               | 7 397               | 9 690               | 10 557             | Cordillera        |
| 38.               | Paraguarí                   | 6 592               | 7 269               | 9 508               | 10 276             | Paraguarí         |
| 39.               | Coronel Bogado              | 5 158               | 7 214               | 9 203               | 10 038             | Itapúa            |
| 40.               | Tobatí                      | 5 711               | 9 014               | 9 688               | 10 026             | Cordillera        |